# Echte Streifengrasmaus
Die Echte Streifengrasmaus (Lemniscomys striatus), auch Gestreifte Grasmaus oder Tüpfelgrasmaus genannt, ist ein Vertreter aus der Gattung der Streifengrasmäuse.

## Aussehen
Die Körperlänge der Tiere beträgt 10 bis 14 Zentimeter, die des Schwanzes bis zu 15 Zentimeter und das Gewicht zwischen 20 und 70 Gramm. Die Tiere haben einen langen, schlanken Körperbau. Die Fellfarbe ist dunkelbraun, an den beiden Seiten und am Rücken hat die Art längliche, dunkle Streifen, der mittlere Rückenstreifen ist am dunkelsten und reicht bis zum Schwanzansatz. Der Unterbauch ist hellbraun. Der Kopf ist kurz, mit kleinen Ohren und geht in die lange Nase über. Die Vordergliedmaßen sind kürzer als die Hinteren. Die Tiere im westlichen Teil ihres Verbreitungsgebiets sind heller als die Artgenossen im östlichen Teil.

## Lebensweise
In ihrem Revier legen die Tiere Trampelpfade an, um schneller an Nahrungsquellen zu kommen oder um schneller vor Feinden flüchten zu können.  Als Nahrung dienen der Echten Streifengrasmaus Gräser, Blätter, Früchte und Insekten. Die Tiere sind sehr schreckhaft und springen bei Gefahr. Wenn ein Feind sie packt, stellen sie sich entweder tot oder entledigen sich der Haut an ihrem Schwanz, um zu entkommen.

## Verbreitung
Diese Art kommt in den Savannenlandschaften von Ost- und Westafrika vor.

## Fortpflanzung
Es sind mehrere Würfe jährlich möglich. Nach einer Tragzeit von 21 bis 25 Tagen bringt das Weibchen mehrere Junge zur Welt. Die Wurfgröße wird nach unterschiedlichen Quellen mit 1 bis 7 Jungtieren angegeben. Angaben zur durchschnittlichen Zahl der Jungen pro Wurf liegen zwischen 2,75 und 5,54. Die Neugeborenen sind zunächst nackt, taub und blind. Die Fellspitzen treten nach wenigen Tagen aus der Haut. Die Augen öffnen sich nach etwa zwei Wochen. Die Jungtiere werden etwa vier Wochen lang gesäugt und sind mit 30 Tagen komplett selbstständig.

## Gefährdung
Da diese Art weit verbreitet ist und auch in Schutzgebieten vorkommt, stuft sie die IUCN in die Kategorie „nicht gefährdet“ (Least Concern) ein.

## Belege
1. ↑  Wurfgröße Tüpfelgrasmäuse. In: Kleinsäuger sui generis. 6. Oktober 2016 (jimdo.com [abgerufen am 3. Mai 2018]).
2. ↑  Tüpfelstreifengrasmäuse. Abgerufen am 3. Mai 2018 (deutsch).